# Listă de denumiri dacice de plante medicinale
Aceasta este o listă de denumiri dacice ale unor plante medicinale, denumiri cuprinse în lucrările antice „De materia medica” a lui Dioscoride Pedanios și „Herbarius” a lui Pseudo-Apuleius. Aceste cuvinte sunt o importantă sursă pentru studiul limbii dace.
Semnificația acestor denumiri este discutată la Denumiri dacice de plante medicinale.
Prescurtări în tabel:
- MM.: „De materia medica” (Dioscoride Pedanios).
- H.: „Herbarius” (Pseudo-Apuleius);
- Todor: I. Todor, „Mic atlas de plante”, București, Editura Didactică și Pedagogică, 1968;
- Prodan: Iuliu Prodan, „Flora”, Cluj, Cartea Românească S. A., 1923;
- Bianu: Vasile Bianu, ”Dicționarul sănătății”, Buzău, Imprimeria Al. Georgescu, 1910;
- p.: pagina;
- pl.: planșa.

| Nr. crt. | Denumirea științifică                                                                                             | Denumiri în limba dacă | Denumiri în limba română | Corespondența dintre denumirea științifică și numele în limba română                                               | Lucrări antice  |
| -------- | --- | --- | --- | --- | --------------- |
| 1        | Aconitum napellus (toxicum) Aristolochia clematitis                                                               | ionitis (bessă) sopitis (dardană) | aconit curcubețică omag omag-veninos mărul-lupului                                                                                 | Todor p. 115, 120, 226; pl. 91 (4), 165 (5) Prodan p. 294 Bianu p. 11                                              |                 |
| 2        | Agrostis stolonifera (canina)                                                                                     | anoupsi anuspe | bucățel iarba-câmpului | Todor p. 124, 185; pl. 25 (1), 127 (1) Prodan p. 79 Bianu p. 80                                                    |                 |
| 3        | Cynoglossum officinale                                                                                            | atilia azila udacila usagila usazila | arierel arățel boroanță limba-câinelui limba-mielului otrățel                                                                      | Todor p. 236; pl. 161 (3) Prodan p. 843 Bianu p. 423                                                               |                 |
| 4        | Ajuga chamaepitys (genevensis, reptans)                                                                           | chodela docdila dochela doctila dohela dolecha dordila emenepsa nemenepsa                                                                                    | jugărel lămâioară tămâiță-de-câmp pedicuță suliman                                                                                 | Todor p. 121, 155, 172, 183, 230 pl. 170 (1) Prodan p. 976 Bianu —                                                 |                 |
| 4        | Lycopodium annotium (clavatum, selago)                                                                            | chodela docdila dochela doctila dohela dolecha dordila emenepsa nemenepsa                                                                                    | brânca-ursului brădișor cornișor pedică pedicuță                                                                                   | Todor p. 41, 71, 72, 123, 156 pl. 10 (3) Prodan p. ? Bianu p. 19                                                   |                 |
| 4        | Teucrium chamaedrys                                                                                               | chodela docdila dochela doctila dohela dolecha dordila emenepsa nemenepsa                                                                                    | dumbeț iarbă-usturoasă jugărel usturoi-de-lac                                                                                      | Todor p. 179, pl. 143 (4) Prodan p. ? Bianu p. 355                                                                 |                 |
| 5        | Amaranthus albus (angustifolius, blitum, retroflexus)                                                             | bles bleta blis blita | știr știr-alb talpa-gâștii | Todor p. 218; pl. 48 (1) Prodan p. 340; 341 Bianu —                                                                |                 |
| 6        | Anagallis arvensis                                                                                                | cercer cerceraphron kerker kerkeraphron kerkeraphrum toura tura                                                                                              | brândușă-de-toamnă ceapa-ciorii scânteiuță scânteuță                                                                               | Todor p. 235, 241; pl. 142 (1), 167 (5) Prodan p. 186, 814 Bianu p. 113                                            |                 |
| 7        | Anchusa officinalis (italica)                                                                                     | boudalla boudathla buclama budalla budama | limba-boului miruță | Todor p.183, 241; pl. 169 (1) Prodan p. 848 Bianu —                                                                |                 |
| 8        | Anemone pulsatilla                                                                                                | dakeina dacina dakina | adormițele dedițel suflețele vânturele                                                                                             | Todor p. 47, 48; pl. 58 (2) Prodan p. 422 Bianu p. 224                                                             |                 |
| 8        | Beta vulgaris | dakeina dacina dakina | napi sfeclă | Todor p. ; pl. ? Prodan p. 323 Bianu —                                                                             |                 |
| 8        | Veratrum album | dakeina dacina dakina | helebor-alb steregoaie strigoaie stirigoaie                                                                                        | Todor p. 46; pl. 54 (4) Prodan p. 182 Bianu p. 698                                                                 |                 |
| 9        | Anethum graveolens                                                                                                | polpoloum polpoum polpu polpum poltoum | mărar | Todor — Prodan p. 789 Bianu p. 445                                                                                 |                 |
| 10       | Arctium lappa | peribobasta periborasta peripomasta ribobasta riborasta | brusture lipan | Todor p. 237, 238; pl. 150 (1) Prodan p. 1065-1066 Bianu p. 118                                                    |                 |
| 11       | Arum maculatum | adila arizofat azirafot courionnecum couriounecum curionnecum kourionnekoum kurionnekoum kyrionnekou                                                         | barba-lui-Aron cocoșoaică mărceț piciorul-vițelului porumbul-cucului rodul-pământului                                              | Todor: p. 80; pl. 45 (1) Prodan p. 165 Bianu p. 837                                                                | H. 14           |
| 12       | Artemisia absinthium (campestris, scoparia, vulgaris)                                                             | absentium, apsenthion bitumen bricumum nitumen titumen zired zonusta zouoste zououste zououster zuste zuuster zyred                                          | pelin pelin-alb pelin-brun pelin-negru pelinariță piloniu                                                                          | Todor p. 174, 231; pl. 115 (3) Prodan p. 1048-1052 Bianu p. 218, 569                                               |                 |
| 13       | Asplenium kallitrichon (adiantum, nigrum, trichomanes)                                                            | fithofdedela phithophthaithela phithophthethela phitophthethela                                                                                              | fereguță părul-fetei părul-Maicii-Domnului strașnic streșnic                                                                       | Todor p. 41, 64, 70, 71; pl. 6 (3.4) Prodan p. 9 Bianu p. 704                                                      |                 |
| 14       | Aster amellus | rathibida rathibis radibida | steliță vânătă | Todor p. 122; pl. 175 (3) Prodan p. 1024-1025 Bianu —                                                              |                 |
| 15       | Bryonia alba (dioica) Cucurbita foetidissima Ranunculum sardous (ficaria) Tamus communis Vitis                    | dicotella dinupula diskopella (bessă) discopela diskotela dochlea dolchea kinouboila patrina pegrina priadela priadila priadina                              | brie brioală curcubățea curcubățică curpen curpen-de-pădure împărăteasă mutătoare strugure tidvă-de-pământ viță-albă               | Todor 18, 59, 88, 167, 189, 226; pl. 58, 88 (2), 91, 140 Prodan p. 213, 427, 717, 993, 996, Bianu p. 370, 705, 743 |                 |
| 16       | Centaurium umbellatum (pulchellum, erithraea)                                                                     | stirfozila stirsotila stirsozila stirzozila storsoria storsura tirkozila torsoria toulbela toulbila tulbala tulbela tulpila                                  | corobatică dioc fierea-pământului frigurică ghioc frigor potroacă sglăvoc smoc țintaură                                            | Todor p. 912 Prodan p. 823 Bianu p. 246, 307                                                                       |                 |
| 17       | Chelidonium majus                                                                                                 | coustane croustane crustana crustane custane ebustrone euripillenae koustane krousane kroustane kroustani kustane mopop                                      | calce mare crucea-voinicului iarbă-de-negi iarba-rândunelei negelariță pleoscăniță rostopască                                      | Todor 227; pl. 92 (2) Prodan — Bianu p. 638                                                                        |                 |
| 17       | Ranunculus cassubicus Ficaria verna                                                                               | coustane croustane crustana crustane custane ebustrone euripillenae koustane krousane kroustane kroustani kustane mopop                                      | grâușor piciorul-cocoșului untișor                                                                                                 | Todor p. 86, 90, 98, 165; pl. 87 (2) Prodan p. 427-440 Bianu —                                                     |                 |
| 18       | Cicuta virosa Conium maculatum                                                                                    | dzena zena | buciniș cucută cucută-mare cucută-mică cucută-de-apă dudaie                                                                        | Todor p. 208, 221, 222; pl. 71 (2), 72(3) Prodan p. 771 Bianu p. 218                                               |                 |
| 19       | Cucumis citrullus Cucurbitaceae Fam.                                                                              | troutrastra toutastra toutrasra toutrastra trutrastra tutastra tutrastra                                                                                     | boșar castravete dovleac harbuz lebeniță lubeniță pepene-verde șiarchin                                                            | Todor — Prodan p. 993, 995 Bianu p. 571                                                                            |                 |
| 20       | Cynodon dactylon Triticum repens                                                                                  | parithia paritia parthia percia | pir-gros iarba-pajiștei | Todor p. 193, 214; pl. 21 Prodan p. 988, 1126 Bianu p. 584                                                         |                 |
| 21       | Digitaria sanguinalis                                                                                             | cotiata kotiata kotikta | iarbă-tare meișor-roșu | Todor p. 213; pl. 23 (1) Prodan p. 69, 70 Bianu —                                                                  |                 |
| 22       | Dipsacus laciniatus (pilosus, silvestris) Xanthium spinosum                                                       | skiara skiare skithe | scai scaiete scăiuș | Todor p. 150, 240; pl. 162 Prodan p. 987 Bianu p. 353                                                              |                 |
| 23       | Eryngium campestre (maritimum, planum)                                                                            | sikounoups sikoupnex sikoupnoex sikupnoex sikupnux | sărăcică scaiul-dracului scaiul-vânăt spin                                                                                         | Todor p. 154, 163, 200, 221 Prodan p. 770 Bianu p. 353                                                             |                 |
| 24       | Geranium sylvaticum Calendula officinalis                                                                         | aurimetellum aurimetti | ciocul-berzei gălbenele floare-broștească piciorul-cocoșului                                                                       | Todor p.189, 226; pl. 88 (2) Prodan p. 667-673 Bianu p. 308                                                        | MM. 2.175 H. 67 |
| 25       | Gratiola officinalis                                                                                              | abiano apiana amalusta amolusta amulusta | avrămeasă crestăneasă milostivă potroacă veninarniță                                                                               | Todor p. 135; pl. 77 Prodan p. 929 Bianu p. 786                                                                    | H. 23           |
| 26       | Hedera helix | arborria arpropria edera | iarba-zânelor iederă | Todor p. 84; pl. (52) Prodan p. 754 Bianu —                                                                        |                 |
| 27       | Helleborus niger (purpurascens)                                                                                   | prodiarna prodiorna | spânz | Todor p. 82; pl. 52 Prodan p. 754 Bianu —                                                                          |                 |
| 28       | Hyoscyamus niger                                                                                                  | dieleia dieleian dielia dielian dielleina dielina diellena                                                                                                   | măsălar măselariță nebulariță | Todor p. 230; pl. 109 Prodan p. 911-912 Bianu p. 451                                                               |                 |
| 29       | Hypericum procumbens (perforatum, hirsutum) Ornithopus compressus Polypodium vulgare                              | caropithla crepula karopithla | pojarniță sănitoare sunătoare | Todor p. 54, 100. 140; 171; pl. 105 Prodan p. 13, 725 Bianu p. 596                                                 |                 |
| 30       | Iris florentina (foetidissima)                                                                                    | aprono aprous aprus | crin-vânăt iris lilie-vânătă stânjenel                                                                                             | Todor p. 119, 167, 209; pl. 85 (3) Prodan p. 218-219 Bianu p. 695                                                  |                 |
| 31       | Lithospermum arvense                                                                                              | gonoleta gonolita gouoleta guoleta guolete | mărgelușă mei-păsăresc | Todor p. 223; pl. 77 Prodan p. 853 Bianu —                                                                         |                 |
| 32       | Matricaria chamomilla Origanum majorana                                                                           | diodela diodeta duodela duodella ziodela | mătricea moruna moșițel mușețel romaniță                                                                                           | Todor p. 189, 225; pl. 81 (2) Prodan p. 1045 Bianu p. 493                                                          |                 |
| 33       | Mentha piperita (aquatica, gentilis, longifolia, pulegium, rotundifolia, silvestris, spicata, tomentosa, viridis) | tanidila taudila tavidila tendila teudeila teudila | busuiocul-cerbilor ghiazmă ismă izmă-de-câmp mentă mintă piperigî                                                                  | Todor p. 149, 212; pl. 162 (1, 2) Prodan p. 891-907 Bianu p. 397                                                   |                 |
| 34       | Onobrychis caput galii (transsilvanica, viciifolia)                                                               | aniarsexe aniassexe anniassexe | baltacină iarbă-săracă sparcetă sparcetă-de-munte                                                                                  | Todor p. 59, 148; pl. 137 (3) Prodan p. 649, 650 Bianu —                                                           |                 |
| 35       | Physalis alkekengi                                                                                                | cicolida cocalida colida coicolida cycolis koikodila koikolida kokalida kukolida kolida kykolida kykolis vacina                                              | beșicuri gogoașe iarba-bubei papele păpălău zârnă                                                                                  | Todor p. 94; pl. 75 (4) Prodan p. 912 Bianu p. 556                                                                 |                 |
| 36       | Pimpinella anisum                                                                                                 | salia salie | alaun anason anis anison bădean laur pătrunjel-de-câmp                                                                             | Todor p. 134 Prodan p. 773 Bianu p. 49-50                                                                          |                 |
| 37       | Plantago major | porno scinpoax simpeax simplax simpleax simpotax sipoax sipota skinpoax spioax                                                                               | limba-oii pătlagină pirdanică platagină                                                                                            | Todor p. 136, 165, 166, 224; pl. 78 (2, 3, 4) Prodan p. 959-962 Bianu p. 564                                       |                 |
| 38       | Portulaca oleracea Sempervivum tectorum                                                                           | laca lax | iarbă-grasă iarba-ciutei iarbă-de-ureche urechelniță urecheriță                                                                    | Todor p. 226 Prodan p. 344, 529 Bianu p. 768                                                                       |                 |
| 39       | Potamogeton crispus (fluitans, natans, pussillus, zosteraefolium)                                                 | coadama kardama koadama koalama | broasca apei broscariță broscariță-plutitoare codru limba-bălților limba-broaștei limba-oii limbariță pătlagina-apei podbal-de-apă | Todor p. 204, 205; pl. 43 (1, 2) Prodan p. 37 Bianu p. 397                                                         |                 |
| 40       | Potentilla reptans                                                                                                | drocila kallipetalon pempedula pompedula pongaidoula prepoudoula probedoula probedula procedila procila propedila propedoula propedula propodila propoudoula | cinci-degete iarba-degetelor | Todor p. 139, 229; pl. 99 (5) Prodan p. 566 Bianu —                                                                |                 |
| 41       | Rosmarinus officinalis                                                                                            | dracontos dracor drakontos | rosmarin rozmarin rușmalin | Todor — Prodan p. 865 Bianu p. 638                                                                                 |                 |
| 42       | Rubus amoenus (caesius, fruticosus, tomentosus)                                                                   | manteia mantia manthia mantoia mantua | amură mur mur-de-miriște rug rug-de-mure rug-de-pădure smeură zmeur                                                                | Todor p. 91, 221; pl. 66 (2) Prodan p. 556-564 Bianu p. 684                                                        |                 |
| 43       | Salvia officinalis                                                                                                | hormea hormes hormia ormea ormia | jale jaleș-de-câmp salvie salvie-de-câmp salvie-domestică                                                                          | Todor — Prodan p. 878-882 Bianu p. 400                                                                             |                 |
| 44       | Sambucus ebulus                                                                                                   | holma olma | boj boz bozie | Todor p. 224; pl. 80 (1) Prodan p. 976 Bianu p. 112                                                                |                 |
| 45       | Sambucus nigra | seba | soc iboz | Todor p. 224; pl. 80 (1) Prodan p. 976 Bianu p. 685                                                                |                 |
| 46       | Thymus vulgaris                                                                                                   | mizela mizila mizola mizoula mozoula mozula mouzula | cimbrișor cimbru-de-grădină cimbrișor-de-munte                                                                                     | Todor p. 61, 149; pl. 146 (3) Prodan p. 886-891 Bianu p. 404                                                       |                 |
| 47       | Tussilago farfara                                                                                                 | asa (bessă) | podbal podbeal podval | Todor p. 231; pl. 114 (2) Prodan p. 1052 Bianu p. 594                                                              |                 |
| 48       | Urtica dioica | diky din dyn | oișea urzică urzică-mare | Todor p. 215; pl. 47 (1) Prodan p. 285 Bianu p. 772                                                                |                 |
| 49       | Veratrum album | mendrouta (moesă) mendruta (moesă) | elebor-alb strigoaie știrigoaie | Todor p. 46, 131; pl. 54 (4) Prodan p. 182 Bianu p. 787, 698                                                       |                 |
| 50       | Verbascum thaspus                                                                                                 | diesapter diesema diesathel diessachel | coada-boului coada-lupului coada-mielului coada-vacii lumânare lumânărică                                                          | Todor p. 141, 152, 173, 182; pl. 109, 161 Prodan p. 920-925 Bianu p. 432                                           |                 |